# Gazprom
A Gazprom, (oroszul: Газпром; teljes neve: Открытое Aкционерное Oбщество Газпром, Otkritoje Akcionyernoje Obscsesztvo Gazprom) a legnagyobb orosz vállalat, a világ legnagyobb földgázkitermelője. Az orosz földgáztermelés körülbelül 93 százalékát adja, valamint 28 800 km³ tartalékkal rendelkezik. 2004-ben (a Stokman-gázmezővel együtt) a világ földgáztartalékának 16 százalékával bírt. 
A 2004-es év végére a Gazprom volt az egyedüli földgáz ellátója Bosznia-Hercegovina, Észtország, Finnország, Észak-Macedónia, Lettország, Litvánia, Moldova és Szlovákia államoknak, valamint 97 százalékban biztosította Bulgária, 89 százalékban Magyarország, 86 százalékban Lengyelország gázellátását. Csehország ellátásának közel háromnegyedét adja, Törökországnak 67, Ausztriának 65, Romániának 40, Németországnak 36, Olaszországnak 27, illetve Franciaországnak 25 százalékát. Az Európai Unióba érkező földgáz 25 százalékát a Gazprom biztosítja. Emellett ez a cég rendelkezik a világ leghosszabb csővezeték-hálózatával.

## Története
A Gazprom még a Szovjetunió fennállása idején, 1989-ben jött létre az akkori Gázipari Minisztérium részvénytársasággá történt átalakításával. 1993-ban privatizálták, a részvények fele vócserek beszámításával kisbefektetőkhöz ill. az ott dolgozókhoz került. 

## Fordítás
- Ez a szócikk részben vagy egészben  a   Gazprom című angol Wikipédia-szócikk ezen változatának fordításán alapul.  Az eredeti cikk szerkesztőit annak laptörténete sorolja fel. Ez a jelzés csupán a megfogalmazás eredetét és a szerzői jogokat jelzi, nem szolgál a cikkben szereplő információk forrásmegjelöléseként.